# U-100
L'U-100 fu un sommergibile tedesco tipo VIIB al servizio della Marina da guerra durante la seconda guerra mondiale. Partecipò alla battaglia dell'Atlantico al comando dell'asso Joachim Schepke, affondando 25 navi e danneggiandone altre 4. Fu affondato da due cacciatorpediniere britanniche il 17 marzo 1941, a sud-est dell'Islanda.

## Storia

### Primo pattugliamento

La posizione dell'isolotto di Rockall

Finito di costruire il 10 aprile 1940 nei cantieri Germaniawerft di Kiel, l'U-100 entrò in servizio il 30 maggio dello stesso anno ai comandi del Kapitänleutnant Joachim Schepke (tenente di vascello), con cui l'U-Boot conseguì tutti i suoi successi.
Il 9 agosto 1940 cominciò da Kiel il primo dei sei pattugliamenti di guerra che l'U-100 eseguì nell'arco della sua carriera operativa. Il primo successo giunse il 16 agosto ai danni del mercantile britannico Empire Merchant affondato 299 km a ovest di Gweedore. Quando l'U-Boot salì in superficie per accertarsi della vittoria, osservato dai superstiti britannici, Joachim Schepke uscì dalla torretta ma inaspettatamente il sommergibile tornò sott'acqua costringendolo a chiudere velocemente il portellone d'uscita e ad aggrapparsi al periscopio fino a quando il sommergibile non riemerse poco dopo; l'incidente fu causato da una distrazione del personale che venne rimproverato dal Befehlshaber der U-Boote Karl Dönitz.
Il giorno dopo, il 17 agosto, l'U-Boot venne individuato da un cacciatorpediniere nemico che lanciò 7-8 bombe di profondità che tuttavia non procurarono nessun danno e gli uomini di Schepke riuscirono ad allontanarsi. Il 25 agosto il mercantile britannico Jamaica Pioneer incappò nella rete dell'U-100, che all'inizio lo mancò con un siluro, quindi azionò il cannone del ponte ancora senza successo e infine lanciò un nuovo siluro che lo affondò a est di Rockall.
L'apice del pattugliamento di Schepke si verificò il 29 agosto quando questo affondò ben quattro mercantili (Dalblair, Astra II, Alida Gorthon ed Empire Moose, tutti britannici ad eccezione dell'Alida Gorthon) danneggiandone un altro (il britannico Hartismere); tutte navi facenti parte del convoglio OA-204 avvistate circa 209-241 km a nord-ovest di Gweedore.
L'U-100 concluse il suo primo pattugliamento alla Base sommergibili di Lorient il 1º settembre 1940.

### Gli attacchi ai convogli HX-72, SC-7 e HX-79
L'11 settembre 1940 iniziò a Lorient la seconda e più proficua crociera dell'U-100 con 50 340 tonnellate di naviglio affondato. Le vittorie furono molto concentrate nel tempo dato che a partire dalle 23:10 del 21 settembre affondarono le navi da trasporto britanniche Canonesa, Torinia e Dalcairn a circa 547 km ovest di Bloody Foreland (tutte parte del convoglio HX-72). La battaglia continuò alle 00:22 del giorno dopo e ad averne la peggio furono i mercantili Empire Airman, Scholar e Simla (quest'ultima norvegese) e la petroliera Frederick S. Fales. Dopo aver affondato sette navi in poco tempo e con un solo siluro rimasto, l'U-100 tentò un ultimo attacco alla Putney Hill, ma mancò il bersaglio e rinunciò all'impresa, anche perché il mercantile era armato e gli sparò contro tre cannonate. Il 25 settembre l'equipaggio tedesco attraccò a Lorient e Joachim Schepke ricevette la Croce di Cavaliere della Croce di Ferro.
Dopo i consueti giorni di riposo e riorganizzazione l'U-100 mollò gli ormeggi il 12 ottobre 1940 per dirigersi nuovamente a ovest della Scozia. Il 18 ottobre venne danneggiato il già colpito mercantile britannico Shekatika 145 km a sud-est di Rockall (poi finito dall'U-123 di Karl-Heinz Moehle) e il mercantile olandese Boekelo (anch'esso affondato poi dall'U-123). Il convoglio SC-7, oltre a subire questi due attacchi, ebbe danneggiata dall'U-100 anche la Blairspey, colpita il 19 ottobre. Andò peggio il 20 ottobre ai cargo britannici del convoglio HX-79 Sitala, Caprella e Loch Lomond, inabissatisi in mare 241 km a sud-ovest di Rockall. Il 21 ottobre una petroliera, mancata dai siluri di Schepke, attaccò l'U-Boot con un cannone ma non fece nessun danno; il viaggio dell'U-100 stava comunque volgendo verso il termine, infatti il 23 ottobre fece ritorno a Lorient.

### Ultime vittorie

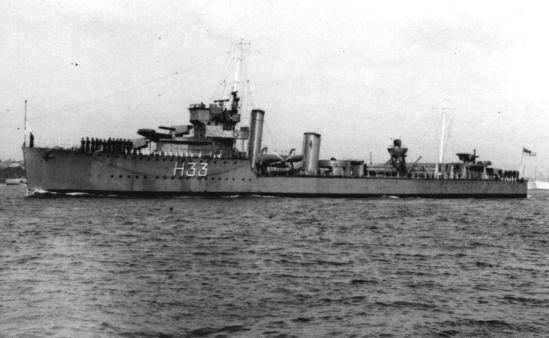
Il cacciatorpediniere britannico Vanoc, che affondò lU-100 con cariche di profondità dopo averlo speronato alle 03:18 del 17 marzo 1941

Il quarto pattugliamento dell'U-100 cominciò il 7 novembre 1940 e fruttò sette navi affondate tutte il 23 novembre e tutte parte del convoglio SC-11, che non subì altre perdite da parte di altri U-Boot. Alle ore 00:18 a circa 258 km ad ovest di Bloody Foreland la prima nave ad affondare fu il mercantile britannico Justitia seguito circa 40 minuti dopo dall'olandese Ootmarsum, meno di venti minuti dopo Schepke diede ordine di lanciare un siluro che affondò il Bradfyne. Alle 04:14 un siluro spezzò a metà il mercantile norvegese Bruse, venti minuto dopo toccò al Salonica. Il britannico Leise Mærsk affondò 193 km ad ovest di Rockall nella prima mattina, verso le 8:02, ma l'U-100 dovette aspettare le 21:05 per mettere a segno l'ultimo colpo della giornata ai danni del mercantile olandese Bussum, individuato 145 km ad ovest di Oileán Thoraigh (Donegal). Il 27 novembre l'U-Boot tornò a Lorient e il 1º dicembre Schepke ottenne la Croce di Cavaliere con Fronde di Quercia.
Il quinto e penultimo giro di pattuglia fu il meno brillante per l'U-100, che affondò solamente 17 166 tonnellate di naviglio nemico. La navigazione ebbe inizio il 2 dicembre 1940 e il 14 settembre vennero affondati i mercantili britannici Kyleglen ed Euphorbia, entrambi a sud-ovest di Rockall. Il mercantile Napier Star s'inabissò invece nella sera del 18 dicembre, andando così a costituire l'ultima vittoria per Schepke e per l'U-100. Il 1º gennaio 1941 l'U-Boot approdò a Kiel da dove ripartì il 9 marzo. Dopo otto giorni di navigazione l'U-100 fu il primo sommergibile ad essere individuato e affondato grazie all'uso del radar, in questo caso installato sul cacciatorpediniere britannico Vanoc, che lo affondò con cariche di profondità dopo averlo speronato alle 03:18 del 17 marzo 1941, a sud-est dell'Islanda, in una notte nuvolosa che avrebbe impedito la sua individuazione con i mezzi classici. Perirono 38 marinai tedeschi, incluso il comandante Joachim Schepke, mentre se ne salvarono solo 6 uomini.